# ユーリ・シャポーリン
ユーリ・アレクサンドロヴィチ・シャポーリン（ロシア語: Ю́рий (Гео́ргий) Алекса́ндрович Шапо́рин；英語: Yuri Alexandrovich Shaporin、1887年11月8日 フルーヒウ - 1966年12月9日 モスクワ）はソビエト連邦の作曲家・音楽教師。

## 生涯
出生から修学期

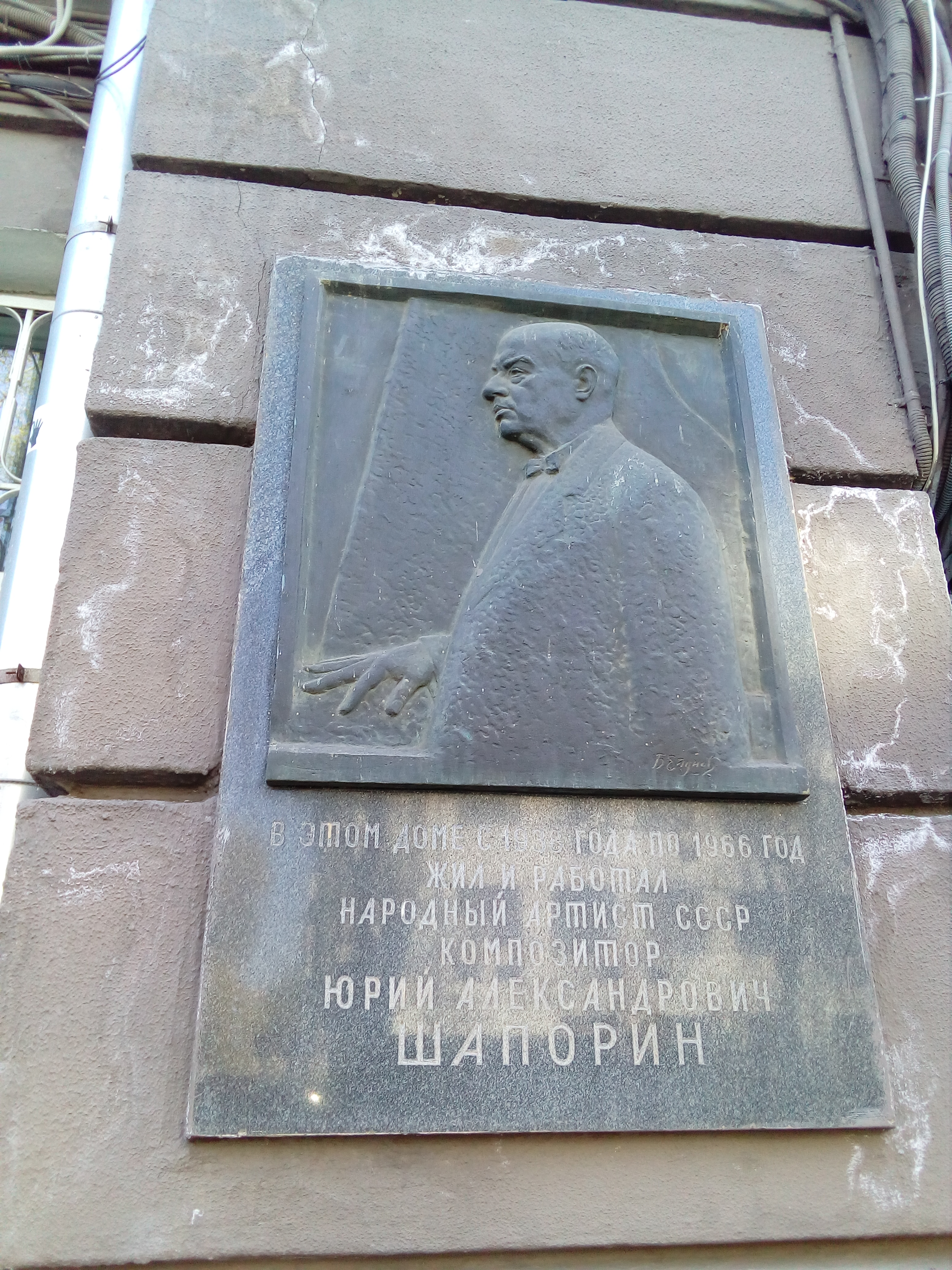
かつての住居にある記念プレート

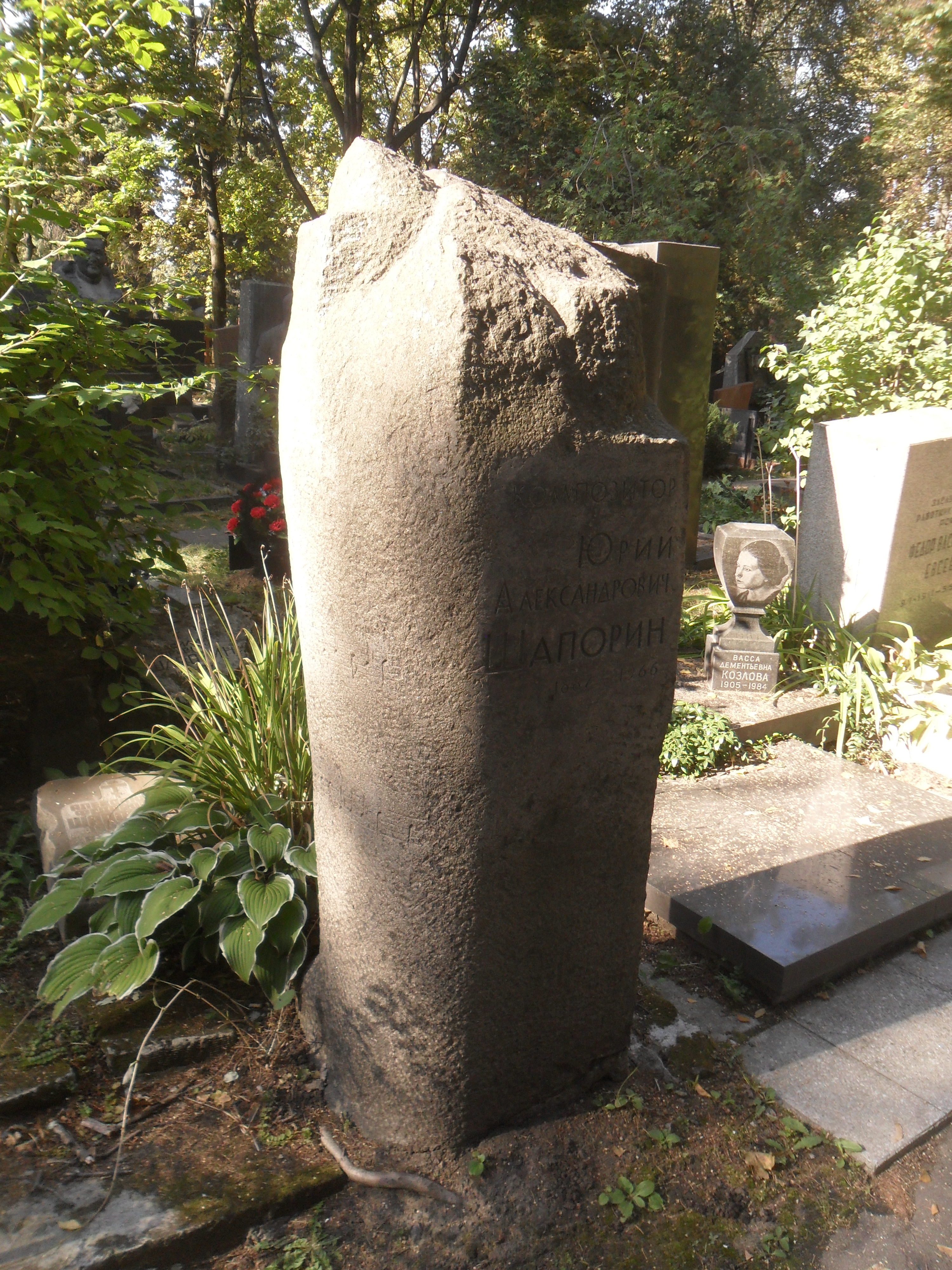
ノヴォデヴィチ墓地にある墓

1887年、ロシア帝国・フルーヒウで生まれた。父は画家で、当初は自らも画家を志していた。幼少期はチェロを学び、ギムナジウムのオーケストラで演奏したりしていた。
1906年、父の指示でキエフ大学法学部に入学したが、音楽に強い関心を持つようになり、グリゴリー・リュボミルスキーからから音楽理論と作曲のレッスンも受け始めた。1908年、ミコラ・リセンコの推薦でサンクトペテルブルクへ出て、サンクトペテルブルク大学に入学して法律学を学んだ。同時にペテルブルク音楽院へも入学しようとしたが、結局法律学を修め卒業した後、1913年になってようやくペテルブルク音楽院に入学した。作曲をニコライ・ソコロフ、管弦楽法をマクシミリアン・シテインベルク、楽譜理解をニコライ・チェレプニンのクラスで学び、本格的な作曲に取り組んだ。在学中にロシア古典派の中でもニコライ・リムスキー＝コルサコフの影響を強く受けた作曲スタイルを確立した。1918年に音楽院を卒業。
音楽院卒業後(レニングラード時代)
卒業後は、ロシア革命後のレニングラードでもっぱら劇場指揮者として活動した。1919年、ボリショイ演劇劇場の組織にアナトリー・ルナチャルスキー、アレクサンドル・ブローク、マクシム・ゴーリキーらと共に参加し、1928年まで音楽監督および指揮者として活動した。その後は1934年までレニングラード演劇劇場で指揮者を務めた。演劇関係だけではなく、1921年から1922年までは、ペトロザヴォーツクの人民演劇劇場でコンサート指揮者として交響曲演奏の指揮者も務めた。
モスクワ時代
モスクワに移住するのは1936年になってからで、1939年からモスクワ音楽院作曲科の教授に迎えられた。門下にはエフゲニー・スヴェトラーノフとロディオン・シチェドリンらを擁している。
1887年にモスクワで死去。墓はノヴォデヴィチ墓地にある。

## 受賞・栄典
- 1941年：スターリン賞(第1級)受賞。交響的カンタータ『クリコフの野戦』に対して。
- 1943年：労働赤旗勲章
- 1944年：赤星勲章
- 1944年：ロシア・ソビエト社会主義共和国名誉芸術家
- 1946年：スターリン賞(第1級)受賞。オラトリオ「ロシアの地上戦の伝説」に対して。
- 1947年：ロシア・ソビエト社会主義共和国人民芸術家
- 1952年：スターリン賞(第2級)受賞。

## 評価・影響
シャポーリンはソ連建国時から活躍した作曲家であり、スターリン賞を3度授与され、人民芸術家にも選ばれ、ソ連作曲家同盟の会員にも選ばれた。

## 作曲作品とその作曲様式
シャポーリンの音楽言語はかなり保守的であり、常に調性の枠組みの中で動いている。作品において重要な役割を果たしているのは、ロシアやウクライナの民族音楽である。シャポーリンは、それらの要素をまさに体系的に作曲に活かす方法を心得ていた。したがってシャポーリンは、明白にロシアのロマン派的な国民楽派の伝統に位置付けられる。シャポーリンの模範はラフマニノフとメトネルであった。抒情的でよどみない旋律を創り出す能力は、とりわけ強烈に表れており、シャポーリンにとって声楽曲の作曲は天性のものであった。しばしばシャポーリンの作品は、人間的で詩的で、心底ロシア的であると呼ばれている。シャポーリンがソ連当局と衝突することは全くなかった。

## 家族・親族
- 父：アレクサンダー・パブロヴィチ・シャポーリンは芸術家。
- 母：マリアンナ・ウラジミロヴナ・シャポーリナはピアニスト。
- 妹：オリガ
- 最初の妻：リューボフィ・シャポーリナ（ロシア語版）は演劇人、芸術家。息子と娘の2人の子供を設けた。
- 二番目の妻：アレクサンドラ・フョードロヴナ・シャポーリナ。息子2人がおり、映像関係で働いている。

## 作品一覧

### 管絃楽曲
- 民族楽器とオーケストラのための組曲『蚤』（レスコフによる） op.8  (1928)
- マヤコフスキーによる合唱交響曲 op.11 （合唱、吹奏楽、ピアノ、管弦楽のための） (1928-33)
- 交響曲ホ短調 (1932/33)
- 劇付随音楽（多数）
- 映画音楽（約80点）

### 声楽曲
- 歌劇《デカブリスト》（アレクセイ・トルストイ原作, 1920-53, 原題は『パウリーネ・ガイベル』)
- 交響的カンタータ《クリコフの野戦》op.14 （アレクサンドル・ブローク原作, 1918-39）
- 世俗オラトリオ《ロシアの地上戦の伝説》 op.17 (1943/44)
- オラトリオ《どれだけの間コンドルは飛び廻るのか?》op.20 （アレクサンドル・ブローク原作, 1945-47, 改訂1963）
- プーシキン歌曲集（ピアノ伴奏、管弦楽伴奏）
- ブローク歌曲集（ピアノ伴奏、管弦楽伴奏）

### ピアノ曲
- ピアノ・ソナタ第1番 嬰ヘ短調 op.5 (1924)
- ピアノ・ソナタ第2番 ロ短調 op.7 (1926)
- ピアノ・ソナタ第3番 (1966, 未完成)
- バラード op.28 (1959)

### 室内楽曲
- チェロ・ソナタ （ダニイル・シャフランの十八番だった）
- チェロとピアノのための5つの小品 op.25 (1956, 1959)

## 文献
- Мартынов И.Юрий Шапорин. — М.: Музыка, 1966 (マルティノフ I.『ユーリ・シャポーリン』モスクワ:ムズィカ社, 1966年)